# Cerridwen Corona
Cerridwen Corona est une corona, formation géologique en forme de couronne, située sur la planète Vénus par 49,6° N et 201,8° E. Elle est localisée dans le quadrangle de Ganiki Planitia. Elle a été nommée en référence à Cerridwen, déesse celtique de la nature. 

## Géographie et géologie
Cerridwen Corona couvre une surface circulaire d'environ 217 km de diamètre. 